# Black Blue & You Tour
A Black Blue & You Tour foi uma turnê do grupo estadunidense de hip hop The Black Eyed Peas. Detalhes foram anunciados pelo site oficial da banda em 1 de Setembro de 2007, apenas 8 dias antes do primeiro show da turnê. Vinte e dois países foram visitados, China foi o unico país a ter mais de um show, foram três shows ao total. Fergie disse no programa australiano Sunrise, em Maio de 2007, que o Black Eyed Peas voltaria ao país em Outubro para um show da turnê.

## Show em El Salvador
O show de El Salvador não teve a participação de Fergie, mas ela subiu no palco para se desculpar e cantar uma música e explicar que ela se sentia mal. O resto do grupo fez o show normalmente. Organizadores disseram que o show seria remarcado para dali 90 dias, mas nada foi feito

## Setlist
Act I
- "Hey Mama"
- "Dum Diddly"
- "My Humps"

Apl.de.ap Solo
- "Bebot"

Act II
- "Don't Lie"
- "Shut Up"

Will.I.Am Solo
- "Gone Going"
- "I Got It from My Mama"

Fergie Solo
- "Big Girls Don't Cry"
- "Glamorous"

Taboo Solo
- "Que Dices"
- "Latin Girls" (apenas América do Sul)

Act III
- "Hands Up"
- "Mas Que Nada"
- "Fallin' Up"

Fergie Solo
- "London Bridge"
- "Fergalicious"

Act IV
- "More"
- "Don't Phunk With My Heart"

Act V
- Band Solos
- "Pump It"
- "Where Is The Love?"
- "Let's Get It Started"

## Datas
| Data                   | Cidade              | País          | Local                                 |
| ---------------------- | ------------------- | ------------- | ------------------------------------- |
| Ásia                   |                     |               |                                       |
| 9 de setembro de 2007  | Jerusalém           | Israel        | Sultan's Pool                         |
| África                 |                     |               |                                       |
| 11 de setembro de 2007 | Addis Ababa         | Etiópia       | Millennium NYE                        |
| Europa                 |                     |               |                                       |
| 13 de setembro de 2007 | Estocolmo           | Suécia        | Hovet                                 |
| 15 de setembro de 2007 | Bucareste           | Roménia       | Cotroceni Stadium                     |
| 16 de setembro de 2007 | Budapest            | Hungria       | Budapest Arena                        |
| 17 de setembro de 2007 | Varsóvia            | Polónia       | Park Sowinskiego                      |
| 20 de setembro de 2007 | Moscou              | Rússia        | Khodynka Arena                        |
| Ásia                   |                     |               |                                       |
| 22 de setembro de 2007 | Almaty              | Cazaquistão   | Republic Palace                       |
| América do Norte       |                     |               |                                       |
| 28 de setembro de 2007 | Cidade do México    | México        | National Auditorium                   |
| América do Sul         |                     |               |                                       |
| 30 de setembro de 2007 | Buenos Aires        | Argentina     | Club Ciudad                           |
| 2 de outubro de 2007   | Porto Alegre        | Brasil        | Pepsi on Stage                        |
| 5 de outubro de 2007   | San Salvador        | El Salvador   | Gimnasio Nacional                     |
| 6 de outubro de 2007   | Cidade da Guatemala | Guatemala     | Mundo e Forum                         |
| 7 de outubro de 2007   | Manágua             | Nicarágua     | Dennis Martínez National Stadium      |
| 9 de outubro de 2007   | Caracas             | Venezuela     | Estacionamiento del Poliedro          |
| África                 |                     |               |                                       |
| 12 de outubro de 2007  | Johanesburgo        | África do Sul | Nasrec                                |
| 14 de outubro de 2007  | Lagos               | Nigéria       | This Day Entertainment Center         |
| Ásia                   |                     |               |                                       |
| 16 de outubro de 2007  | Bangalore           | Índia         | Bangalore Palace Grounds              |
| 18 de outubro de 2007  | Bangkok             | Tailândia     | Impact Arena                          |
| 20 de outubro de 2007  | Jacarta             | Índia         | Istora Senayan                        |
| 22 de outubro de 2007  | Singapura           | Singapura     | Singapore Indoor Stadium              |
| 24 de outubro de 2007  | Pequim              | China         | National Olympic Stadium              |
| 26 de outubro de 2007  | Kuala Lumpur        | Malásia       | Arena Of The Stars, Genting Highlands |
| 27 de outubro de 2007  | Macau               | China         | Venetian Arena                        |
| Oceania                |                     |               |                                       |
| 30 de outubro de 2007  | Sydney              | Austrália     | Hordern Pavilion                      |